# 钩毛榕
钩毛榕（学名：Ficus asperiuscula）为桑科榕属的植物。分布于印度以及中国大陆的云南等地，生长于海拔350米至1,200米的地区，多生长在山地和沟谷林中，目前尚未由人工引种栽培。

## 别名
薪青树（云南屏边）